# Erembourc de Moustereul
Erembourc de Moustereul, död efter 1328, var en fransk textilhandlare. Hon var den dominanta centralfiguren inom linnehandeln i Paris. Det var en ovanlig ställning för en kvinna, men linnemarknaden i Paris hade vid denna tid dominerats av två kvinnor i rad, hon var nummer två efter företrädaren Jeanne la Fouacière. 

## Biografi
Erembourc de Moustereul förekommer i text första gången år 1298 och omnämns då som linneväverska. År 1313 omnämns hennes make Fee Baudichon i skattelängderna och taxeras för tredubbla belopp av den normala skatten för en köpman i Paris. En gift kvinna benämndes formellt inte i skattelängderna, endast hushållets manliga överhuvud, men eftersom han i detta fall ovanligt nog kallas för "Erembourc de Moustereuls make" i skattelängderna noteras i själva verket Erembourc som den som i praktiken skötte affärerna.
Erembourc de Moustereul handlade med fint linne. Enligt dokumenten återkommer hon ofta som leverantör till det kungliga franska hovet och andra framstående kunder, som Mahaut av Artois och påven i Avignon. Hon tycks också ha handlat med andra varor än linne, eller åtminstone innehaft ansvar för skeppningen av dem; 1327–1328 skeppade hon en påvlig beställning av kläder, sadlar och betsel till påvens riddare i Avignon.
Erembourc de Moustereuls ställning demonstreras av det faktum att hon fick delta i inventeringen av hushållet för avlidna medlemmar av kungahuset och köpa inventarier ur dessa dödsbon, något hon gjorde efter drottning Clemence d'Anjous död 1328.